# Contea di Rutherford (Tennessee)
La contea di Rutherford (in inglese Rutherford County) è una contea dello Stato del Tennessee, negli Stati Uniti. La popolazione al censimento del 2000 era di 182 023 abitanti. Il capoluogo di contea è Murfreesboro.